# Walter Reder
Walter Reder (4. února 1915 Jeseník – 26. dubna 1991 Vídeň) byl rakouský SS Sturmbannführer ve službách Třetí říše a držitel Rytířského kříže Železného kříže. Po druhé světové válce byl usvědčen z válečných zločinů.

## Životopis
Walter Reder pocházel z měšťanské konzervativní rodiny. Po skončení první světové války a pádu Rakousko-Uherské monarchie se rodina přestěhovala ze slezského Jeseníku do Garstenu u Steyru. Po úpadku otcovy firmy se Walter Reder musel přestěhovat k tetě do Vídně. kde navštěvoval gymnázium. V roce 1932 se přestěhoval do Lince a ve stejném roce vstoupil do Hitlerjugend.V roce 1933 byl přijat do SS, které byly v Rakousku zakázány. Netajil se svou příslušnosti k SS, následně byl zatčen a uvězněn. V roce 1934 byl vyloučen ze školy. V červnu 1934 uprchl z vězení do Německa. Připojil se k rakouské legii a ve stejném roce získal německé občanství. Následující rok začal navštěvovat školu pro důstojníky SS v Braunschweigu. V roce 1936 byl zařazen v hodnosti Untersturmfürer (odpovídá poručíkovi) k jednotkám SS Totenkopfverbände v Dachau. Účastnil se anšlusu Rakouska v řadách SS a následně v roce 1939 obsazení zbytku Československa. Jeho jednotka se podílela na invazi do Polska. Se svou jednotkou působil ve Francii při jejím obsazení. V roce 1941 působil na východní frontě jako velitel roty a praporu, u Moskvy byl raněn a následně se v roce 1942 vrátil nejprve do Ruska. Jeho divize byla ve stejném roce přemístěna do Francie, kde se podílela na obsazení jižní části. V roce 1943 se na východní frontě účastnil bitvy o Charkov, ve které byl raněn a přišel o levou paži. Byl vyznamenán Rytířským křížem a povýšen na Sturmbannführera. Jeho prapor se stal součásti 16. divize tankových granátníku SS„Reichsführer“. Byl velitelem SS-Panzer-Aufklärungs-Abteilung 16 (16. pancéřový průzkumný oddíl SS). Jeho oddíl bojoval v roce 1944 v Itálii severně od Florencie s partyzány. Na jeho přímý rozkaz došlo k vyvraždění 770 civilistů z oblastí Marzabotto, Grizzana Morandi a Monzuno. Po válce byl v roce 1948 vydán do Itálie. V roce 1951 byl vojenským soudem v Boloňi odsouzen na doživotí. Trest si odpykával ve městě Gaeta u Neapole. V roce 1984 vyjádřil lítost občanům Marzabotta. V roce 1985 Waltera Redera propustili a zbytek života dožil ve Vídni.